# 新宿二丁目

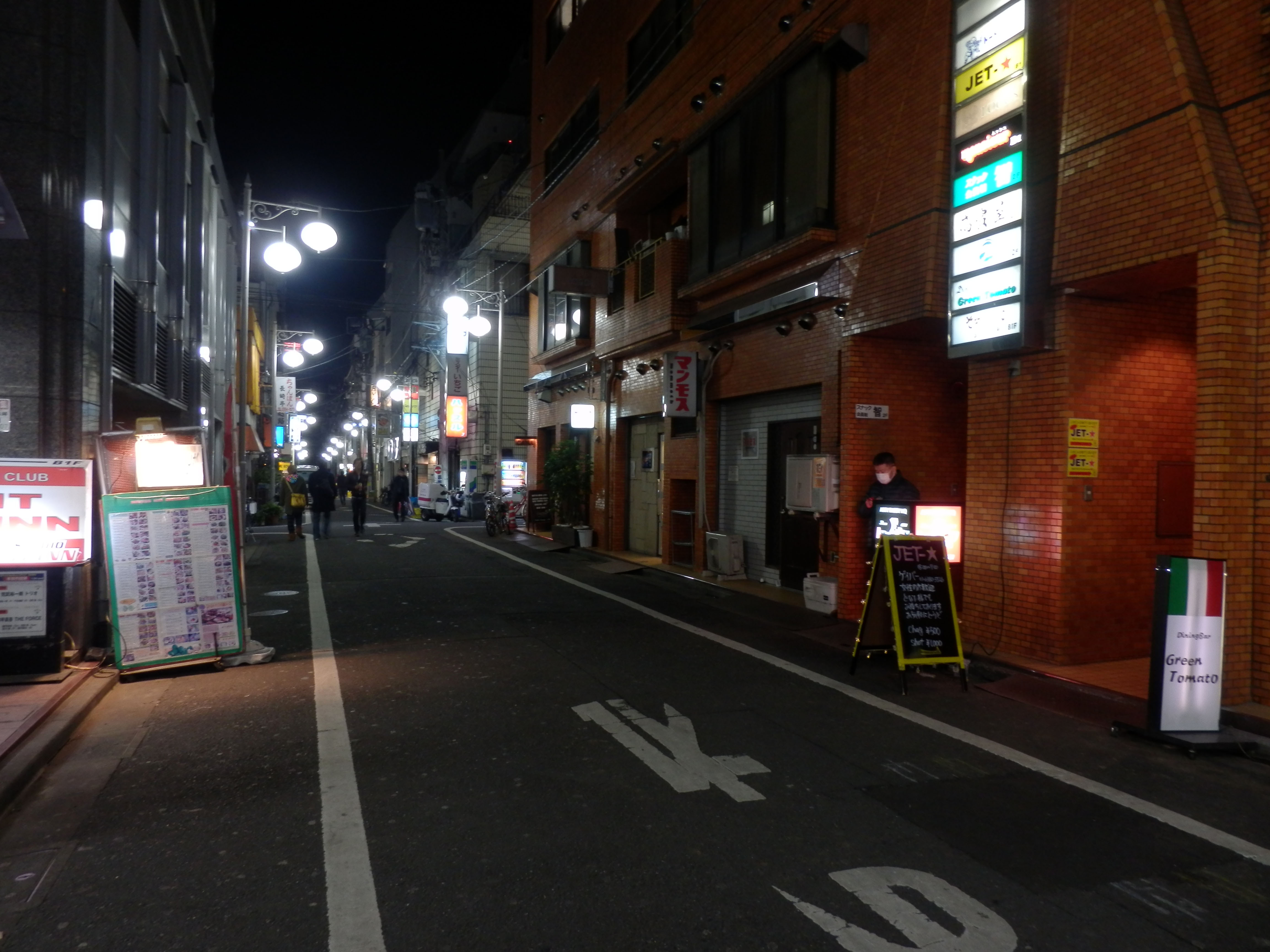
夜間的新宿二丁目

新宿二丁目（日语：／ Shinjuku Nichōme）是位於日本東京都新宿區新宿的一個街區。新宿二丁目的面積有105,238.5m2，2021年7月1日時有1,203人居住。新宿二丁目的北側是靖國通、西側是新宿三丁目站東端、南側是新宿御苑、東側是新宿御苑前站西端。花園通是這一街區的東西方向主要街道；南北方向主要街道則是仲通。街區東西寬約300公尺，南北長約350公尺。新宿二丁目是日本規模最大的同志村。

## 歷史

### 江戶時代

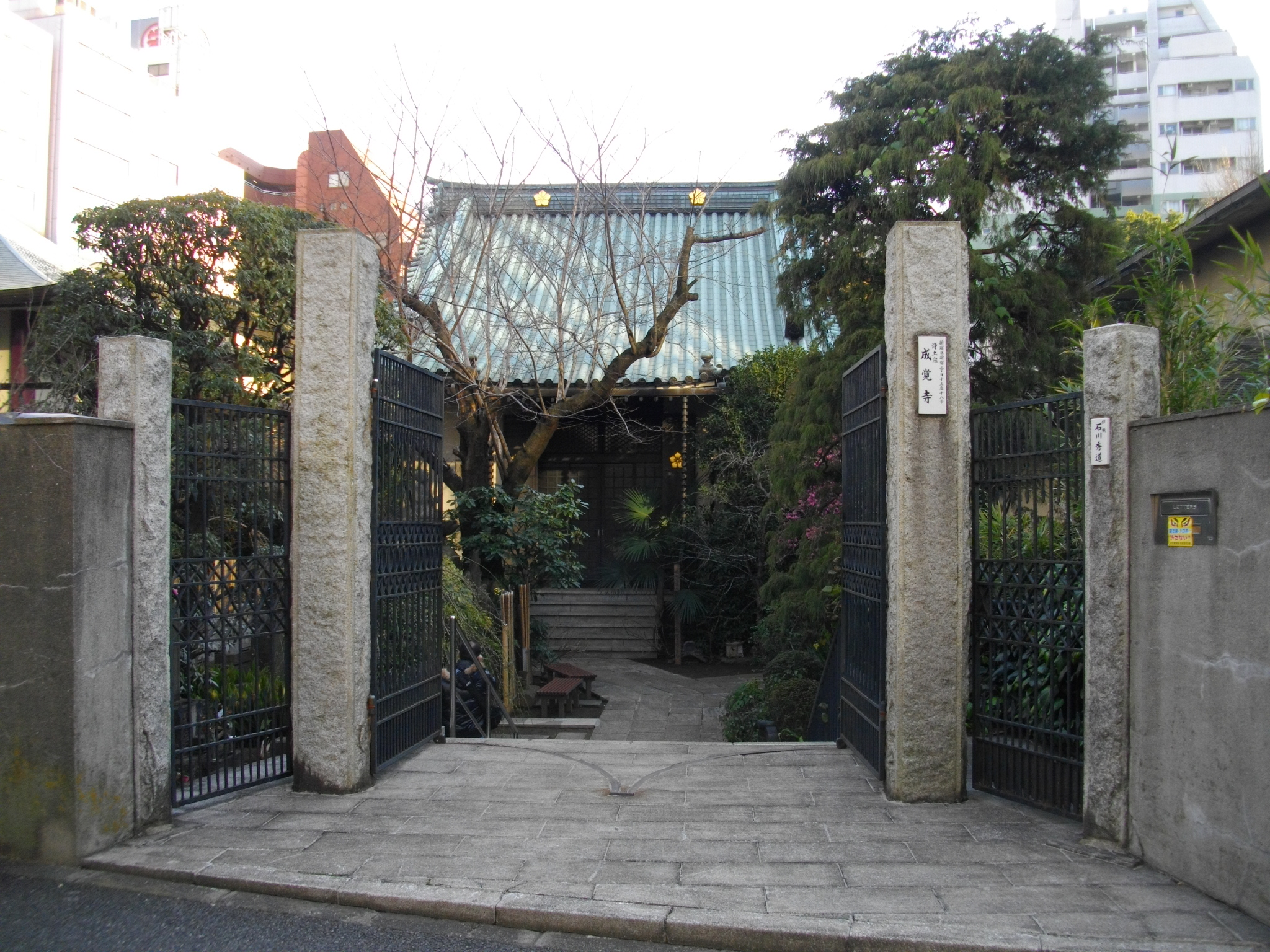
成覺寺

江戶幕府成立之後，內藤新宿自1699年開始成為甲州街道的主要宿場之一，而新宿二丁目亦處在這一地區的一部分。當時的內藤新宿有眾多實為私娼的飯盛女。位於新宿二丁目的成覺寺有飯盛女的集體墓地，現在是日本的有形文化財。新宿二丁目的另一座寺院太宗寺供奉有妓院的商業之神奪衣婆，亦體現出在江戶時代這一地區色情行業興盛的特徵。然而亦因內藤新宿色情業興盛，以致在1718年被江戶幕府取締，宿場町一度被廢除。直到1772年，內藤新宿才得以重開，這一地區的色情和娛樂產業亦得以復興。

### 明治時期至1910年代
日本在1889年5月1日實施町村制之後，新宿地區被劃入南豐島郡內藤新宿町。1903年，東京市電新宿線開通，設置了名為「新宿二丁目」的車站。1920年，內藤新宿町被劃入東京市四谷區，新宿二丁目這一地名正式誕生。
內藤新宿在明治維新仍然維持了其遊樂區的特徵。但在1918年，警視廳下令將色情業場所（貸座敷）搬遷至舊新宿二丁目西北部的一角，新宿二丁目大部分地區一度變為牧場。1918年，牧場被出售，新宿二丁目再次成為遊廓等色情業場所聚集的地區。

### 1920年代之後
1921年，新宿地區發生以新宿三丁目為火源的新宿大火。新宿二丁目亦受到波及，眾多遊廓被燒毀。但這也使得新宿二丁目得以實施道路拓寬工程，遊郭亦在1923年重建。在1923年的關東大震災後，吉原和洲崎等地的遊廓幾乎都被燒毀，未受影響的新宿遊廓則進入全盛期。這時的新宿二丁目成為新宿遊廓的代名詞。
新宿遊廓雖然在第二次世界大戰中被空襲燒毀，但在戰後成為GHQ准許色情業存在的赤線地區。直到1958年《賣春防止法》實施後，新宿二丁目的色情業才幾近消失。1960年代之後，新宿二丁目開始出現大量同志酒吧，並逐漸成為日本最大規模的同志村。

## 同志村
新宿二丁目是日本最大的同志村，聚集有眾多同志酒吧等面向同性戀群體的店鋪。然而二戰後東京最初的同性戀向店鋪主要出現在上野、淺草、新橋等地區，新宿二丁目開始出現同志村色彩是在1958年色情業店鋪大量撤退出這一地區之後的現象。空出的店鋪為同志酒吧的出現提供空間，成為新宿二丁目變為同志村的土壤:6-7。在靠近新宿這一繁華商業區的同時，因四周被寬闊道路包圍而和周圍地區相對隔離，從而有較為隱蔽的環境。這一地理特徵亦是新宿二丁目得以成為同志村的因素之一:162-163。1960年代後期開始，新宿二丁目的同志村形象已開始在同性戀群體中普及，但在外界尚不廣為人知:179。
2000年開始，新宿二丁目振興會每年舉辦東京彩虹祭，成為東京同性戀社群的一大活動:249。2019年時，據男同性戀向網站G-click的數據，新宿二丁目的男同性戀向同志酒吧多達約381家。面向女同性戀者的酒吧則有約30家。其店鋪數和密度不僅是日本第一，在全世界亦屈指可數:13-14。然而另一方面，隨著同性戀者相識的主要渠道從酒吧轉移到app等線上渠道，導致同性戀群體前往新宿二丁目的動機下降。同時因知名度的提高，新宿二丁目出現觀光地化傾向，異性戀及女性遊客明顯增加，亦導致部分同性戀人群逐漸離開新宿二丁目:8-9。加上副都心線開通後新宿二丁目地區地價高漲，眾多同志酒吧因難以維持經營而撤退，進一步導致新宿二丁目街區性格的變化:147-155。2020年後，受到嚴重特殊傳染性肺炎疫情導致人流被抑制的影響，新宿二丁目同志酒吧業界的危機更加加深。當地的同志群體亦因此開展自救運動，以延續新宿二丁目的同志文化。